# Confident (album)
A Confident Demi Lovato ötödik stúdióalbuma. 2015. október 16-án jelent meg a Hollywood, Island és Safehouse Records gondozásában.

## Az album dalai
| Standard kiadás | Standard kiadás                         | Standard kiadás                                              | Standard kiadás         | Standard kiadás | Standard kiadás | Standard kiadás | Standard kiadás | Standard kiadás | Standard kiadás |
|                 | Cím                                     | Szerző(k)                                                    | Producer(ek)            | Hossz           |                 |                 |                 |                 |                 |
| --------------- | --------------------------------------- | ------------------------------------------------------------ | ----------------------- | --------------- | --------------- | --------------- | --------------- | --------------- | --------------- |
| 1.              | Confident                               | Demi Lovato, Max Martin, Ilya Salmanzadeh, Savan Kotecha     | Ilya                    | 3:25            |                 |                 |                 |                 |                 |
| 2.              | Cool For the Summer                     | Lovato, Max Martin, Ali Payami, Kotecha, Alexander Kronlund  | Max Martin, Payami      | 3:34            |                 |                 |                 |                 |                 |
| 3.              | Old Ways                                | Olivia Waithe, Jason Evigan, Scott Hoffman                   |                         | 3:24            |                 |                 |                 |                 |                 |
| 4.              | For You                                 | Johan Carlsson, Dalton Grant, Susan H. Catanzaro             | Max Martin              | 3:41            |                 |                 |                 |                 |                 |
| 5.              | Stone Cold                              | Lovato, Laleh Pourkarim, Gustaf Thörn                        |                         | 3.11            |                 |                 |                 |                 |                 |
| 6.              | Kingdom Come (közreműködik Iggy Azalea) | Lovato, Julia Michaels, Amethyst Kelly, Steve Mac            | Steve Mac               | 4:04            |                 |                 |                 |                 |                 |
| 7.              | Waitin for You (közreműködik Sirah)     | Lovato, Michaels Evigan, Sara Mitchell, Mac                  | Jason Evigan, Steve Mac | 3:12            |                 |                 |                 |                 |                 |
| 8.              | Wildfire                                | Nicole Morier, Mikkel S. Eriksen, Tor Hermansen, Ryan Tedder |                         | 3:19            |                 |                 |                 |                 |                 |
| 9.              | Lionheart                               | Mac, Ina Wroldsen                                            | Steve Mac               | 4:04            |                 |                 |                 |                 |                 |
| 10.             | Yes                                     | Lovato, Pourkarim                                            |                         | 3:10            |                 |                 |                 |                 |                 |
| 11.             | Father                                  | Lovato, Pourkarim                                            |                         | 3:55            |                 |                 |                 |                 |                 |
| 38:59           |                                         |                                                              |                         |                 |                 |                 |                 |                 |                 |

| Deluxe kiadás (bónusz dalok) | Deluxe kiadás (bónusz dalok)             | Deluxe kiadás (bónusz dalok)                      | Deluxe kiadás (bónusz dalok) | Deluxe kiadás (bónusz dalok) | Deluxe kiadás (bónusz dalok) | Deluxe kiadás (bónusz dalok) | Deluxe kiadás (bónusz dalok) | Deluxe kiadás (bónusz dalok) | Deluxe kiadás (bónusz dalok) |
|                              | Cím                                      | Szerző(k)                                         | Producer(ek)                 | Hossz                        |                              |                              |                              |                              |                              |
| ---------------------------- | ---------------------------------------- | ------------------------------------------------- | ---------------------------- | ---------------------------- | ---------------------------- | ---------------------------- | ---------------------------- | ---------------------------- | ---------------------------- |
| 12.                          | Stars                                    | Lovato, Carl Falk, Kotecha, Kronlund, Rami Yacoub |                              | 3:08                         |                              |                              |                              |                              |                              |
| 13.                          | Mr. Hughes                               | Lovato, Carlsson                                  |                              | 3:41                         |                              |                              |                              |                              |                              |
| 14.                          | Cool for the Summer (Jump Smokers Remix) | Lovato, Kotecha, Max Martin, Kronlund, Payami     |                              | 4:25                         |                              |                              |                              |                              |                              |
| 15.                          | Cool for the Summer (Suraci Remix)       | Lovato, Kotecha, Max Martin, Kronlund, Payami     |                              | 4:45                         |                              |                              |                              |                              |                              |
| 54:58                        |                                          |                                                   |                              |                              |                              |                              |                              |                              |                              |

## Megjelenések
| Ország             | Dátum             | Formátum               | Kiadó                        | Kiadás(ok)      |
| ------------------ | ----------------- | ---------------------- | ---------------------------- | --------------- |
| Ausztrália         | 2015. október 16. | CD, digitális letöltés | Hollywood, Island            | Standard Deluxe |
| Kanada             | 2015. október 16. | CD, digitális letöltés | Hollywood, Island, Safehouse | Standard Deluxe |
| Franciaország      | 2015. október 16. | CD, digitális letöltés | Hollywood, Island            | Standard Deluxe |
| Új-Zéland          | 2015. október 16. | CD, digitális letöltés | Hollywood, Island            | Standard Deluxe |
| Egyesült Királyság | 2015. október 16. | CD, digitális letöltés | Hollywood, Island            | Standard Deluxe |
| USA                | 2015. október 16. | CD, digitális letöltés | Hollywood, Island, Safehouse | Standard Deluxe |